# コリーナ・カプリオリウ
コリーナ・カプリオリウ（Corina Caprioriu 1986年7月18日- ）は、ルーマニアのティミシュ県・ルゴジ出身の柔道選手。出身の柔道選手。階級は57kg級。身長160cm。得意技は腰車。初段。現在は警察学校に所属している。

## 人物
5歳の時にルゴジで体操を始めたが、7歳の時に柔道をやっていた兄と道場に見学に行って一目で気に入り柔道を始めた。始めは単に楽しむためにやっていたが、14歳の時にオリンピックでの優勝を目指して本格的に取り組みことになった。2010年のヨーロッパ選手権で優勝を果たした。続いて世界選手権に出場するが、準決勝で松本薫の横四方固で敗れるなどして5位に終わった。2011年の世界選手権では準々決勝で佐藤愛子の横四方固で敗れるが、その後敗者復活戦を勝ち上がって3位となった。ロンドンオリンピックでは決勝で松本と再戦したが、延長戦で反則を取られて敗れたものの銀メダルを獲得した。2015年の世界選手権では決勝で松本に技ありで敗れ、2位にとどまった。2016年のリオデジャネイロオリンピックでは5位にとどまった。

## 主な戦績
- 2004年 - ヨーロッパジュニア 2位
- 2006年 - ハンガリー国際 3位
- 2006年 - ルーマニア国際 2位
- 2007年 - ブルガリア国際 2位
- 2008年 - ドイツ国際 3位
- 2009年 - グランプリ・ハンブルク 3位
- 2009年 - グランプリ・アブダビ 2位
- 2009年 - グランドスラム・東京 5位
- 2010年 - ワールドカップ・ソフィア 優勝
- 2010年 - グランプリ・デュッセルドルフ 3位
- 2010年 - ワールドカップ・ワルシャワ 優勝
- 2010年 - ヨーロッパ選手権 優勝
- 2010年 - グランプリ・チュニス 3位
- 2010年 - ワールドカップ・ブカレスト 優勝
- 2010年 - 世界選手権 5位
- 2010年 - グランプリ・アブダビ 3位
- 2010年 - ワールドカップ・スウォン 優勝
- 2010年 - グランドスラム東京 5位
- 2011年 - グランドスラム・パリ 3位
- 2011年 - グランプリ・デュッセルドルフ 3位
- 2011年 - ヨーロッパ選手権 3位
- 2011年 - グランドスラム・リオデジャネイロ 優勝
- 2011年 - 世界選手権 3位
- 2012年 - グランドスラム・モスクワ 優勝
- 2012年 - ロンドンオリンピック 2位
- 2013年 - ワールドマスターズ 3位
- 2013年 - ヨーロッパオープン・ローマ 優勝
- 2013年 - グランプリ・青島 優勝
- 2013年 - グランプリ・アブダビ 3位
- 2013年 - グランプリ・チェジュ 2位
- 2014年 - グランプリ・サムスン 3位
- 2014年 - グランプリ・タシュケント 優勝
- 2014年 - グランドスラム・アブダビ 3位
- 2015年 - グランプリ・サムスン 3位
- 2015年 - グランドスラム・バクー 優勝
- 2015年 - ワールドマスターズ 3位
- 2015年 - グランドスラム・チュメニ 2位
- 2015年 - 世界選手権 2位
- 2016年 - リオデジャネイロオリンピック 5位

(出典、JudoInside.com)